# باشگاه فوتبال فورشم تاون
باشگاه فوتبال فورشم تاون (به انگلیسی: Faversham Town Football Club) یک باشگاه فوتبال در شهر فورشم، کشور انگلستان است که در سال ۱۸۸۴ میلادی تأسیس شده‌است.